# Rhyssomatus
Rhyssomatus är ett släkte av skalbaggar. Rhyssomatus ingår i familjen vivlar.

## Dottertaxa tillRhyssomatus, i alfabetisk ordning[1]
- Rhyssomatus aciculaticollis
- Rhyssomatus acutecostatus
- Rhyssomatus aequalis
- Rhyssomatus aethiops
- Rhyssomatus alternans
- Rhyssomatus amibinus
- Rhyssomatus angustulus
- Rhyssomatus annectans
- Rhyssomatus arizonicus
- Rhyssomatus ater
- Rhyssomatus aterrimus
- Rhyssomatus atrolucens
- Rhyssomatus atronitens
- Rhyssomatus atropiceus
- Rhyssomatus atrorubens
- Rhyssomatus auropilosus
- Rhyssomatus auroscutosus
- Rhyssomatus barioides
- Rhyssomatus beutenmuelleri
- Rhyssomatus bicolor
- Rhyssomatus bicoloratus
- Rhyssomatus bicoloripennis
- Rhyssomatus bifasciatus
- Rhyssomatus biseriatus
- Rhyssomatus brevis
- Rhyssomatus breyeri
- Rhyssomatus brunneipennis
- Rhyssomatus brunnescens
- Rhyssomatus calcarifer
- Rhyssomatus canaliculatus
- Rhyssomatus carbonarius
- Rhyssomatus championi
- Rhyssomatus chrysocephalus
- Rhyssomatus compertus
- Rhyssomatus contractirostris
- Rhyssomatus convexus
- Rhyssomatus crassicollis
- Rhyssomatus crassirostris
- Rhyssomatus crenatus
- Rhyssomatus crenulatus
- Rhyssomatus crispicollis
- Rhyssomatus curvatirostris
- Rhyssomatus debilis
- Rhyssomatus difficilis
- Rhyssomatus dilaticollis
- Rhyssomatus discoideus
- Rhyssomatus diversicollis
- Rhyssomatus diversirostris
- Rhyssomatus ebeninus
- Rhyssomatus elongatulus
- Rhyssomatus erythrinus
- Rhyssomatus erythropterus
- Rhyssomatus exaratus
- Rhyssomatus extensus
- Rhyssomatus fausti
- Rhyssomatus ferruginipes
- Rhyssomatus filirostris
- Rhyssomatus fissilis
- Rhyssomatus flavosparsus
- Rhyssomatus fortirostris
- Rhyssomatus fulvicornis
- Rhyssomatus fulvomixtus
- Rhyssomatus fulvopilosus
- Rhyssomatus fulvosparsus
- Rhyssomatus gracilirostris
- Rhyssomatus granatensis
- Rhyssomatus grandicollis
- Rhyssomatus griseofasciatus
- Rhyssomatus haemopterus
- Rhyssomatus impolitus
- Rhyssomatus impressicollis
- Rhyssomatus incertus
- Rhyssomatus iners
- Rhyssomatus inflexirostris
- Rhyssomatus landeiroi
- Rhyssomatus languidus
- Rhyssomatus laticollis
- Rhyssomatus latipennis
- Rhyssomatus latovalis
- Rhyssomatus latus
- Rhyssomatus lineaticollis
- Rhyssomatus lineatifrons
- Rhyssomatus longirostris
- Rhyssomatus macilentus
- Rhyssomatus marginatus
- Rhyssomatus medialis
- Rhyssomatus minutus
- Rhyssomatus morio
- Rhyssomatus nigerrimus
- Rhyssomatus nigriventris
- Rhyssomatus nigropiceus
- Rhyssomatus nigrosignatus
- Rhyssomatus nitidus
- Rhyssomatus notabilis
- Rhyssomatus novalis
- Rhyssomatus obliquefasciatus
- Rhyssomatus oblongovalis
- Rhyssomatus obtusus
- Rhyssomatus ochraceus
- Rhyssomatus oculatus
- Rhyssomatus opacus
- Rhyssomatus opimus
- Rhyssomatus oriformis
- Rhyssomatus ovalis
- Rhyssomatus ovatulus
- Rhyssomatus oviformis
- Rhyssomatus ovipennis
- Rhyssomatus palmacollis
- Rhyssomatus parvidens
- Rhyssomatus parvulus
- Rhyssomatus patinacollis
- Rhyssomatus paululus
- Rhyssomatus perparvulus
- Rhyssomatus peruvianus
- Rhyssomatus picinus
- Rhyssomatus pilosipes
- Rhyssomatus pinguis
- Rhyssomatus polycoccus
- Rhyssomatus productus
- Rhyssomatus pruinosus
- Rhyssomatus psidii
- Rhyssomatus pubescens
- Rhyssomatus pullus
- Rhyssomatus punctatosulcatus
- Rhyssomatus puncticollis
- Rhyssomatus pupillatus
- Rhyssomatus pusillus
- Rhyssomatus rectirostris
- Rhyssomatus robustus
- Rhyssomatus rubidus
- Rhyssomatus rubripennis
- Rhyssomatus rubrocostatus
- Rhyssomatus rubrofasciatus
- Rhyssomatus rubromixtus
- Rhyssomatus rubropiceus
- Rhyssomatus rubrovarius
- Rhyssomatus rudicollis
- Rhyssomatus rufescens
- Rhyssomatus rufinus
- Rhyssomatus rufipennis
- Rhyssomatus rufitarsis
- Rhyssomatus rufulus
- Rhyssomatus rufus
- Rhyssomatus rugosus
- Rhyssomatus rugulipennis
- Rhyssomatus sculpticollis
- Rhyssomatus sculpturatu
- Rhyssomatus sculpturatus
- Rhyssomatus scupticollis
- Rhyssomatus scutellaris
- Rhyssomatus semicostatus
- Rhyssomatus semistriatus
- Rhyssomatus seriepilosus
- Rhyssomatus sexcostatus
- Rhyssomatus spectatus
- Rhyssomatus strangulatus
- Rhyssomatus striatellus
- Rhyssomatus strigicollis
- Rhyssomatus strigosus
- Rhyssomatus striolatus
- Rhyssomatus subcostatus
- Rhyssomatus subfasciatus
- Rhyssomatus subovalis
- Rhyssomatus subrhomboidalis
- Rhyssomatus subrufus
- Rhyssomatus substrigosus
- Rhyssomatus subtilis
- Rhyssomatus tenellus
- Rhyssomatus tenuifasciatus
- Rhyssomatus tenuirostris
- Rhyssomatus tenuistrigatus
- Rhyssomatus thoracicus
- Rhyssomatus tomentosus
- Rhyssomatus totostriatus
- Rhyssomatus trifasciatus
- Rhyssomatus tuberculirostris
- Rhyssomatus tulus
- Rhyssomatus umbrinus
- Rhyssomatus vacillatus
- Rhyssomatus variegatus
- Rhyssomatus variipennis
- Rhyssomatus vehemens
- Rhyssomatus vestitus
- Rhyssomatus viridipes
- Rhyssomatus yucatanus